# 462 (číslo)
Čtyři sta šedesát dva je přirozené číslo. Následuje po číslu čtyři sta šedesát jedna a předchází číslu čtyři sta šedesát tři. Římskými číslicemi se zapisuje CDLXII a řeckými číslicemi υξβ.

## Matematika
462 je:
- Abundantní číslo
- Složené číslo
- Nešťastné číslo

## Astronomie
- (462) Eriphyla je planetka hlavního pásu, kterou objevil v roce 1900 Max Wolf

## Roky
- 462
- 462 př. n. l.